# 沙田水库
沙田水库是中国广东省广州市白云区钟落潭镇境内的一座水库，位于东江水系，建于1956年。水库正常库容为317万立方米，平均水深为7.92米，集雨面积为6.9平方千米。2011年6月7日，公布为第五批白云区登记保护文物单位。